# Saint-Marin aux Jeux olympiques d'été de 1960
Saint-Marin participe aux Jeux olympiques d'été de 1960 à Rome en Italie du 25 août au 11 septembre 1960. Il s'agit de sa 1re participation à des Jeux olympiques d'été.

## Cyclisme
Saint-Marin a quatre représentants dans les épreuves de cyclisme : Domenico Cecchetti, Sante Ciacci, Vito Corbelli et Salvatore Palmucci.

## Lutte
Vittorio Mancini est le seul représentant de Saint-Marin à ces Jeux olympiques.

## Tir
Saint-Marin est représenté dans les compétitions de tirs par quatre athlètes : Aroldo Casali, Spartaco Cesaretti, Leo Franciosi et Guglielmo Giusti.